# Navigazione aerea
La navigazione aerea è l'attitudine del pilota a condurre un aeromobile in sicurezza da un punto all'altro della superficie terrestre lungo una rotta prestabilita.
Esistono almeno otto tipi di navigazione che saranno descritti brevemente in seguito:
- a vista (VFR);
- stimata e osservata;
- strumentale (IFR);
- isobarica;
- astronomica;
- satellitare;
- inerziale;
- integrata.

## Navigazione a vista
Il pilota conosce la geografia della zona sottostante, e si orienta a vista seguendo la semplice regola del "vedere ed essere visti" per mantenere una separazione idonea, oltre che dagli ostacoli, con gli altri aeromobili presenti in zona. Questo metodo era utilizzato prevalentemente agli albori dell'aeronautica, ma ancora oggi i giovani piloti vengono istruiti partendo dal volo a vista.

## Navigazione stimata e osservata
È un'evoluzione della navigazione a vista. Il pilota, con l'aiuto di strumenti di bordo quali bussola magnetica, anemometro e orologio, esegue una prima pianificazione del volo, poiché può conoscere la direzione che sta percorrendo, e la propria velocità. Completa e corregge i dati a sua disposizione, osservando punti di riferimento sorvolati e gli orari di sorvolo.

## Navigazione strumentale
Alcuni ricevitori di bordo indicano al pilota la sua posizione e direzione rispetto a particolari radioassistenze delle quali è nota al pilota la posizione.

## Navigazione isobarica
Questo tipo di navigazione è considerata obsoleta. Consente di scegliere la rotta in base a parametri meteorologici, per compiere  il tragitto in meno tempo possibile, quindi consumando meno carburante, anche se questa rotta non è la più breve in termini di distanza.

## Navigazione astronomica
Consiste nel determinare la propria posizione osservando le stelle come punto di riferimento. Utilizzata più per la navigazione marittima che per quella aerea, dati i ridotti tempi di viaggio, e l'incertezza della disponibilità dei riferimenti (ad esempio se il cielo è nuvoloso).

## Navigazione satellitare
Può essere considerata una evoluzione della navigazione astronomica. Le stelle sono sostituite da satelliti artificiali. Un ricevitore a bordo chiamato GPS determina la posizione del velivolo in base al segnale ricevuto dai satelliti.

## Navigazione inerziale
Questo tipo di navigazione non ha bisogno di riferimenti esterni. L'aeromobile è dotato di un sistema chiamato INS, che grazie ad accelerometri è in grado di individuare accelerazioni, decelerazioni e cambi di direzione (accelerazioni laterali). Una volta specificato il punto di partenza, il sistema è quindi in grado di sapere in ogni istante posizione e velocità del velivolo rispetto al suolo.

## Navigazione integrata
È la combinazione di più sistemi illustrati sopra, per incrociare i dati forniti, e renderli quindi più precisi in caso di errori o avaria di un dispositivo. Ad esempio, un aeroplano potrebbe avere due sistemi INS, abbinati ad un GPS.